# Émile Combes
Émile, Justin, Louis Combes (Roquecourbe, 6 de septiembre de 1835-Pons, 25 de mayo de 1921) fue un político francés de la Tercera República, presidente del Consejo de Ministros entre 1902 y 1905.

## Biografía

### Formación y carrera política
Nacido el 6 de septiembre de 1835 en Roquecourbe, departamento de Tarn, el 6 de septiembre de 1835, e hijo de padres pobres, Émile entra a los doce años en el seminario de Castres gracias a un tío suyo, el cura Gaubert, que se ha hecho cargo de él. Va a París a otro seminario donde obtiene la licenciatura de Letras y poco después comienza los estudios de teología en el seminario de Albi, donde fue tonsurado, pero sin llegar a recibir las órdenes menores. En 1857 deja el seminario y en 1860 renuncia a su idea de ser sacerdote. Ese mismo año obtiene el doctorado en Letras, mientras trabaja como profesor en diversos colegios religiosos. En 1862 se casa con una joven, Maria Dussaud, de la pequeña ciudad de Pons (en el departamento de Charente-Inférieur, en la actualidad Charente-Maritime), y decide estudiar medicina en París, obteniendo el doctorado en 1868.
Instala su consulta de médico en Pons y allí comienza su actividad política en favor de la república y la democracia. Ingresa en la masonería en 1869, aunque nunca fue un masón muy activo. En 1876 es elegido alcalde de Pons, cargo que mantendrá hasta 1919, y en 1879 "conseiller général" del departamento. En 1885 es elegido senador por Charente-Inférieur, repartiendo su vida a partir de entonces entre Pons y París. En cuanto a sus creencias, Combes es seguidor del espiritualismo como se pone en evidencia cuando, con motivo de la muerte en 1891 de su hijo André, hace grabar sobre la tumba familiar del cementerio de Pons un texto de Edgar Quintet: "Amémonos en la muerte como en la vida/ Nuestro corazón nos dice que no hay separación eterna! Nos despedimos en la incertidumbre/ Nos reencontraremos en la verdad".
En cuanto a sus posiciones políticas Combes está próximo a los planteamientos de Jules Ferry pero en 1894 abandona a los republicanos "oportunistas" por considerarlos demasiado moderados respecto a la "cuestión clerical" y se une a los radicales, convirtiéndose en presidente de “La Gauche Démocratique" (“La Izquierda Democrática”). En 1895 es nombrado ministro de Instrucción Pública y de Cultos en el gobierno de Léon Bourgeois. Durante los seis meses que estuvo en el cargo aplicó al pie de la letra el Concordato de 1801 lo que le causó tensiones con la Iglesia Católica sobre la cuestión de los nombramientos de los obispos (según Combes el Papa debía limitarse a ratificar a los prelados designados por el gobierno).

### Primer ministro de Francia
En mayo de 1902, con sesenta y siete años de edad, le petit viellard très alerte ("el viejecito muy despierto") alcanza el cargo del presidente del Consejo de Ministros, tras ser propuesto al presidente de la República, Émile Loubet, por el anterior jefe de Gobierno Waldeck-Rousseau. El diario La Croix recibió al nuevo presidente del gobierno con el apelativo de antiguo "cura" convertido en "un feroz anticlerical" y que además es masón. Ocupa el cargo durante dos años y medio, hasta el 18 de enero de 1905 cuando presenta su dimisión a causa del escándalo del Affaire des Fiches. En el otoño de 1904 había salido a la luz pública que las logias masónicas pasaban informes sobre las opiniones políticas y la vida privada de los oficiales al ministro de la guerra, el también anticlerical Louis André, que los utilizaba para determinar las promociones. También se conoce la existencia de una vasta red de informes dirigidos a republicanizar las administraciones.Paul Doumer le echa en cara ser “un republicano advenedizo amarrado a los procedimientos bonapartistas”.
De 1910 a 1913 preside el Partido Radical y Radical Socialista. Entre octubre de 1915 y diciembre de 1916 forma parte, como ministro de Estado, del gobierno de "Unión Patriótica" presidido por Aristide Briand en plena Primera Guerra Mundial. Continuará de alcalde de Pons hasta 1919, donde se levanta un monumento en su honor, y mantendrá el escaño de senador hasta su muerte en 1921.

### La política anticlerical del gobierno Combes

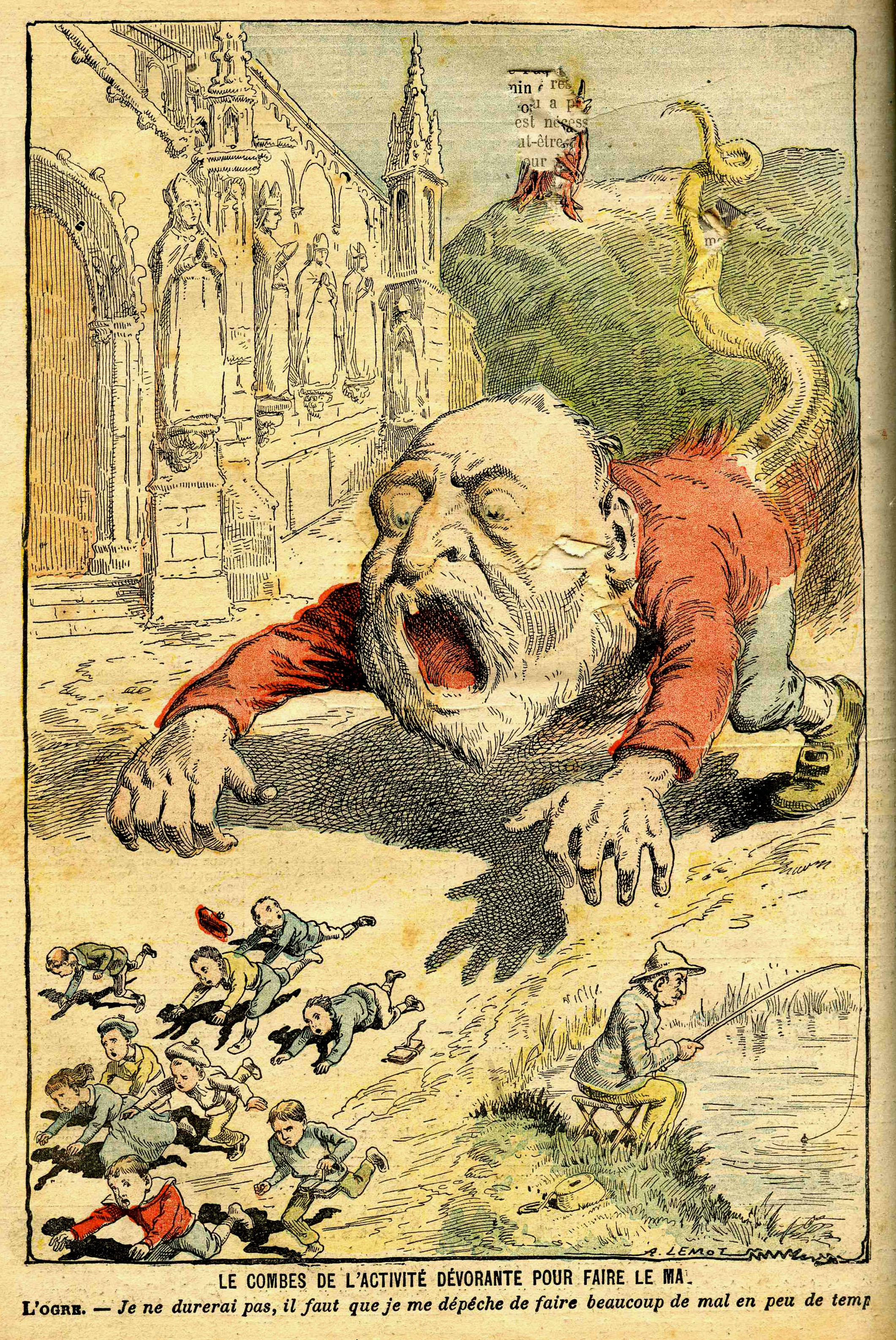
« LE COMBES DE L'ACTIVITÉ DÉVORANTE POUR FAIRE LE MAL » (caricatura de Achille Lemot, Le Pèlerin, 27 de julio de 1902)

Combes hereda del gobierno anterior de Waldeck-Rousseau el delicado asunto de la aplicación de la Ley de Asociaciones aprobada el 1 de julio de 1901, cuyo Título III estaba dedicado a las congregaciones religiosas, a las que se les exigía, a diferencia del resto de asociaciones, que presentaran una petición para ser autorizadas (las congregaciones expulsadas en 1880 por Jules Ferry habían vuelto y habían sido toleradas desde entonces). Combes aplicó la ley de forma estricta y la Cámara de Diputados rechazó la petición de autorización de todas las congregaciones religiosas, excepto cinco masculinas, ninguna de las cuales se dedicaba a la enseñanza. En poco más de un año más de 10.000 colegios religiosos fueron cerrados, aunque muchos volvieron a abrir con enseñantes laicos y religiosos secularizados. Los católicos se movilizaron y organizaron una gran manifestación en la plaza de la Concorde de París el 27 de julio de 1902, y hubo algunos casos de resistencia organizada contra los cierres, protagonizados especialmente por la católica Ligue des femmes françaises, y por los propios frailes y monjas.
Émile Combes dio un paso más cuando el Parlamento aprobó la Ley de 7 de julio de 1904 que prohibía a los religiosos enseñar o dirigir un colegio. Combes explicó en la Cámara de Diputados que no se podía confiar la educación de los niños y de los jóvenes a las órdenes religiosas porque estaban "formadas únicamente para reaccionar contra los principios de la Revolución". Aunque la ley preveía un plazo de 10 años para su aplicación, dos tercios de los colegios religiosos (es decir, 2.200) fueron cerrados.
Poco después se produce la ruptura con la Santa Sede con motivo del viaje a Italia del Presidente de la República, Loubet, en abril de 1904, invitado por el rey Víctor Manuel, al que el nuevo Papa Pío X, mucho más intransigente que León XIII, se opone por considerarlo una ofensa (el viejo contencioso entre el Papa y el reino de Italia seguía sin resolverse). Durante su estancia en Italia el presidente Loubet es aclamado por los anticlericales italianos al grito de "¡Viva la Francia anticlerical!". De nuevo la Santa Sede protesta esta vez en unos términos considerados insultantes por el gobierno Combes, que decide cerrar la embajada francesa ante la Santa Sede el 31 de julio de 1904. El Nuncio por su parte abandona París.
El deterioro de las relaciones con la Santa Sede puso en primer plano el debate sobre la supresión del Concordato de 1801 y su sustitución por una ley que declarara la completa separación de la Iglesia y el Estado. Presionado por la izquierda Combes presenta un proyecto de ley más radical que el que había elaborado una comisión parlamentaria presidida por Aristide Briand. Finalmente Briand y Combes redactan un texto común, en el que Combes acepta algunas importantes modificaciones a su proyecto. Sin embargo la dimisión de Combes de la presidencia del gobierno a causa del escándalo del "Affaire des Fiches" hace que el proyecto de ley que finalmente aprobará el Parlamento no sea el suyo, sino el presentado por el nuevo gobierno presidido por Maurice Rouvier (Ley de Separación de la Iglesia y el Estado de 1905).
El gobierno Combes se considera uno de los momentos culminantes del anticlericalismo republicano francés, aunque no fue solo obra del gobierno y del parlamento, sino que todo tipo de organizaciones anticlericales, como la Asociación Nacional de Librepensadores de Francia o la Liga de los derechos del hombre, y masónicas (el Gran Oriente de Francia y la Gran Logia de Francia), tuvieron un destacado protagonismo, con movilizaciones en favor de la Ley de Separación, y con acciones contra las prácticas católicas, como las procesiones, protagonizadas por los librepensadores, en las que se produjeron numerosos incidentes que causaron heridos y algunos muertos. En esta campaña anticlerical Combes se convierte en su símbolo y en su héroe, mientras que para los católicos es la encarnación del diablo (y así aparece representado en numerosas caricaturas). Sin embargo, en opinión de la historiadora Jacqueline Lalouette, la imagen de Combes debe ser matizada: 

Su espiritualismo, su capacidad para establecer lazos de amistad con personas comprometidas con la vida religiosa [como la hermana Mère Bénie de Jésus (la princesa Jean Bibesco antes de ordenarse), fundadora y priora del Carmelo de Argel], su deseo de evitar que después de la separación los sacerdotes se enfrentaran a dificultades materiales y financieras, deben conducir a corregir la imagen de Combes. Este, a pesar de su anticlericalismo y su oposición a las órdenes religiosas, no fue el enemigo de la religión ni el "comecuras" brutal y odioso todavía demasiado a menudo representado